# 許含光
許含光（英語：Lumi Hsu，1993年6月11日—），創作歌手、詩人。出身書香家庭的許含光，在成長過程中，受到父母及家庭環境的文學薰陶之外，對音樂也特別感興趣。從小學習小提琴、鋼琴，高中時期接觸吉他，開始與三五好友組樂隊、玩團，奠定了日後往音樂創作發展的基礎。畢業時為成功高中所創作畢業歌曲〈迷路的詩〉，讓他在地下音樂圈嶄露頭角。升上臺大之後，他仍持續從事音樂及文字創作。2012年起，曾參與多部微電影與廣告配樂的工作，並於2013年開始在河岸留言等地舉辦小型演唱。詩作散見於《聯合報》副刊、《中國時報》人間詩選，也多次獲邀於詩歌節演出。發表的創作「窗外的世界」，被選為偶像劇〈失去你的那一天〉插曲，並收錄於該劇原聲帶。
許含光的音樂風格深受英式搖滾和電子樂影響，自稱「寫詩、寫歌就像是與自己談的一場場戀愛。」2017年底發行由個人包辦詞曲編曲及製作的首張專輯，獲得吴青峰、林生祥、許茹芸、陳建騏、李焯雄等各路名人聯合推薦，成為樂壇新聲，也入圍Freshmusic音樂雜誌的最佳新人與年度十大專輯。2018年6月參加音樂選秀節目《明日之子》第二季。

## 演藝歷程
2017年參演陳奕迅專輯主打新歌《之外》MV。
2017年12月4日發行首張個人專輯曖曖。
2018年，作為騰訊視頻音樂選秀節目《明日之子》第二季的參賽選手，成為星推官吴青峰所主持之盛世獨秀賽道的選手之一。在2018年8月3日(第6期)直播中，先後與斯外戈(第一輪)和孫澤源(終極battle)進行PK，最終止步於9強。
2019年6月3日出版第一本詩集《齒與骨》，有鹿文化事業有限公司出版。
2020年10月30日發行第二張專輯《從夜晚開始從夜晚結束》

## 音樂作品

### 《明日之子》演唱作品
| 播出時間      | 節目期別 | 曲目     | 作詞   | 作曲         | 备注                     |
| ------------- | -------- | -------- | ------ | ------------ | ------------------------ |
| 2018年7月7日  | 第2期    | Midori   | 許含光 | Lumi         |                          |
| 2018年7月21日 | 第4期    | 新年未老 | 許含光 | Lumi         |                          |
| 2018年7月28日 | 第5期    | 黑鳥     | 許含光 | 張洢豪、Lumi | 第1、第4段旋律是Lumi寫的 |
| 2018年8月3日  | 第6期    | 讓       | 許含光 | Lumi         |                          |
| 2018年8月3日  | 第6期    | 手無寸鐵 | 許含光 | Lumi         | 終極battle               |

### 其他作品
| 發表日期       | 歌名       | 演唱人 | 作詞           | 作曲           |
| -------------- | ---------- | ------ | -------------- | -------------- |
| 2017年5月20日  | 船         | 林宥嘉 | 許含光、林宥嘉 | 徐秉龍         |
| 2017年12月15日 | Simon      | 丁世光 | 許含光、丁世光 | 丁世光         |
| 2018年12月27日 | 高明的悲劇 | 尹毓恪 | 許含光         | 西樓           |
| 2019年11月27日 | 臉孔       | 楊丞琳 | 許含光         | 鄭宇界         |
| 2022年12月25日 | 河         | 葉喜兒 | 許含光、葉喜兒 | 丁世光、葉喜兒 |

### 錄音室專輯
| 資料                                                                     | 曲目 |
| 《曖曖》 - 發行日期：2017年12月4日 - 發行公司：種子音樂                  | 1. Intro 2. 藍色房間 3. 窗外的世界 4. 睡眠的航線 5. Christmas Day 6. 縮寫 7. 新年未老 8. Midori 9. 讓 10. 樹屋 11. 誰在空中飄呀飄 12. 夏天在漫延      |
| 《從夜晚開始從夜晚結束》 - 發行日期：2020年10月30日 - 發行公司：何樂音樂 | 1. 從夜晚開始從夜晚結束 2. 25 3. 一個適合看海的日子 4. 金色的夢 5. 安森Girl 6. LCL 7. 銀色的歌 8. 滿室喧嘩 9. 童年的雨下不停 10. 她遛狗經過的每個下午 |

### 單曲
| 發行日期   | 曲目          | 作詞          | 作曲          | 發行公司                 | 备注                                                            |
| ---------- | ------------- | ------------- | ------------- | ------------------------ | --------------------------------------------------------------- |
| 2015年7月  | 窗外的世界    | 許含光        | LUMI          | 種子音樂                 | 中天電視台《失去你的那一天》偶像劇插曲                          |
| 2016年12月 | Christmas Day | 許含光        | LUMI          | 種子音樂                 |                                                                 |
| 2017年1月  | 新年未老      | 許含光        | LUMI          | 種子音樂                 |                                                                 |
| 2019年5月  | 25            | 許含光        | 許含光        | 好多音樂                 |                                                                 |
| 2019年11月 | 西伯利亞      | 許含光/詹宇庭 | 許含光/詹宇庭 | 網易雲音樂 x NEGIA納吉音 | 與Hello Nico主唱詹宇庭合唱 音樂企劃「與少年他」Episode 2 – 雙生 |
| 2020年10月 | 安森gril      | 許含光        | 許含光        | 好多音樂                 |                                                                 |

## 演唱會

### 《借一杯咖啡的時間》巡迴音樂會
| 日期          | 場次 | 舉行地點                                       |
| 2017年3月5日  | 台北 | 草泥咖啡/ Congrats Café / T&T Café             |
| 2017年3月11日 | 台中 | INO Café / 山佳伊3+1 Caf’e/ 默契咖啡           |
| 2017年3月12日 | 台北 | 咖啡小自由/ 參差_余波未了Remember / 三只貓頭鷹 |
| 2017年3月17日 | 台北 | Homey’s Café / 安和65                          |
| 2017年3月18日 | 嘉義 | 木更咖啡/ 咕咕咖啡/ 承億輕旅                   |
| 2017年3月19日 | 台北 | 兩倆咖啡/ MasaLoft/ 正興咖啡廳                 |
| 2017年4月7日  | 台北 | 好多咖啡/ Skunk Café / 旬印AnemosCafé          |

### 售票演唱會
| 日期           | 演唱會名稱                                   | 舉行地點               |
| 2014年7月      | 首唱個人售票演唱會                           | 台北小河岸             |
| 2015年1月      | 第⼆場個人售票演唱會《融化》                 | 台北小河岸             |
| 2015年9月      | unpluggedlive 個人售票演唱會                 | 台北Legacymini         |
| 2017年5月      | 《曖曖》巡演預告場                           | 台北海邊的卡夫卡       |
| 2018年3月      | 在你離開之前請叫醒我 《曖曖》專輯發聲場      | 台北TheWall Live House |
| 2019年11月28日 | 《暖身》2019 Live Tour 武漢                  | 武漢L7 Livehouse       |
| 2019年11月30日 | 《暖身》2019 Live Tour 上海                  | 上海MAOLivehouse       |
| 2019年12月3日  | 《暖身》2019 Live Tour 深圳                  | 深圳HOULIVE            |
| 2019年12月4日  | 《暖身》2019 Live Tour 北京                  | 北京OMNISPACE          |
| 2020年11月14日 | 《從夜晚開始從夜晚結束》2020 Live Tour台中場 | 台中The Cave           |
| 2020年12月11日 | 《從夜晚開始從夜晚結束》2020 Live Tour高雄場 | 高雄衛武營表演廳       |
| 2020年12月27日 | 《從夜晚開始從夜晚結束》2020 Live Tour台北場 | 台北Legacy             |

### 其他演出
| 日期          | 活動名稱                                            | 活動地點                   |
| 2015年6月13日 | 【台積心築音樂季】演出                              | 新竹玻璃工藝博物館廣場     |
| 2015年9月21日 | 【F-PLUS樂范】52(我愛)Mini Concert啟動發佈會演出    | 北京                       |
| 2016年3月1日  | 【讓我用詩回答你】飲冰室茶集巡迴詩歌講座            | 政大校園                   |
| 2016年10月1日 | 【第13屆台積電青年學生文學獎】開場演出              |                            |
| 2017年8月5日  | 【誠品2017綠圈圈 - 自由造音】演出                   | 台中(冰田/Coffee Stopover) |
| 2017年11月3日 | 【MCU國際音樂創作展 - 樂思錄】演出                  | 台北MCU                    |
| 2017年3月4日  | 【許含光 X 藝術家賴純純老師】跨界演出               | 台南加力畫廊               |
| 2017年11月4日 | 【Discovery 硬派祭演唱會】演出                      | 新北龍門露營場             |
| 2017年11月5日 | 【Discovery 硬派祭演唱會】演出                      | 新北龍門露營場             |
| 2018年3月11日 | 【在你離開之前請叫醒我】輔大之聲華流酷榜-暖聲聽歌會 | 輔大校園                   |
| 2018年4月21日 | 【VOUGE風格野餐日】台北場                           | 台北美堤河濱公園           |
| 2018年4月21日 | 【GQX麥卡倫尋味之旅】台中場                         | 台中市民廣場勤美誠品綠園道 |
| 2018年5月5日  | 【VOUGE風格野餐日】台中場                           | 台中市民廣場勤美誠品綠園道 |
| 2018年6月23日 | 【金曲☆聲代-許含光】金曲國際音樂節演出              | 香堤大道廣場               |
| 2021年2月28日 | 【浮現祭2021】音樂祭演出                            | 台中清水高中               |
| 2021年4月23日 | 【2021 Spring Wave春浪音樂節】音樂節演出            | 北台灣半島秘境             |

## 活動與代言
| 日期      | 活動名稱                             | 活動地點 |
| 2016年3月 | 【政大《讓我⽤詩回答你》】講座主講⼈ | 政治⼤學 |
| 2016年8月 | 【台灣書展演出嘉賓】                 | 台北     |
| 2021年6月 | 【飲冰室茶集】全新包裝 新詩文        |          |

## 出版書籍
| 日期         | 書名   | 出版社   |
| 2019年6月3日 | 齒與骨 | 有鹿文化 |

## 參加節目
| 日期            | 媒體頻道 | 節目           | 備註     |
| --------------- | -------- | -------------- | -------- |
| 2018年6月30日－ | 騰訊視頻 | 明日之子第二季 | 參賽選手 |

## 得獎與提名
- 入圍Freshmusic音樂雜誌-【最佳新人】與【年度十大專輯】[10]

- 入圍第十八届华语音乐传媒盛典 -【年度国语男新人】[11]